# Carles Torrent Tarrés
Carles Torrent Tarrés (Sarrià de Ter, Catalunya, 29 d'agost de 1974) és un ciclista català, ja retirat, guanyador d'una medalla olímpica.

## Biografia
Va néixer el 29 d'agost de 1974 a la ciutat de Sarrià de Ter, població situada a la comarca del Gironès.
Especialista en ciclisme en pista, va participar, als 29 anys, en els Jocs Olímpics d'Estiu de 2004 realitzats a Atenes (Grècia), on va aconseguir guanyar la medalla de bronze en la prova masculina de persecució per equips al costat de Sergi Escobar, Carlos Castaño i Asier Maeztu.
Al llarg de la seva carrera ha guanyat una medalla de bronze en el Campionat del Món de ciclisme en pista.
En ciclisme en ruta ha aconseguit guanyar la classificació general de la Volta a La Rioja (2002), una etapa de la Volta a Castella i Lleó (2005) i una etapa de la Volta a Burgos (2006). Participà en les edicions de 2001, 2002, 2003 i 2004 de la Volta a Espanya, sent el 41è lloc aconseguit el 2003 la seva millor classificació.

## Palmarès
- 1995
  - 1r al Trofeu Guerrita
- 1999
  - 1r a la Cursa Ciclista del Llobregat
- 2000
  - Vencedor d'una etapa del Gran Premi de Portugal
- 2002
  - 1r a la Volta a La Rioja i vencedor d'una etapa
- 2004
  - Vencedor d'una etapa del Gran Premi Internacional MR Cortez-Mitsubishi
- 2005
  - Vencedor d'una etapa de la Volta a Castella i Lleó
- 2006
  - 1r al Gran Premi Cristal Energie
  - Vencedor d'una etapa de la Volta a Burgos
- 2007
  - Vencedor d'una etapa de la Volta a Lleó

### Resultats a la Volta a Espanya
- 2001. 117è de la classificació general
- 2002. 73è de la classificació general
- 2003. 41è de la classificació general
- 2004. Abandona (9a etapa)

## Palmarès en pista
- 1999
  -  Campió d'Espanya de puntuació
  -  Campió d'Espanya de persecució per equips, amb Sergi Escobar Roure, Isaac Gàlvez i Xavier Florencio
- 2000
  -  Campió d'Espanya de persecució per equips, amb Sergi Escobar Roure, Isaac Gàlvez i David Regal
- 2004
  -  Medalla de bronze als Jocs Olímpics d'Atenes en persecució per equips amb Carlos Castaño, Sergi Escobar Roure i Asier Maeztu
  -  Medalla de bronze al Campionat del món de persecució per equips amb Carlos Castaño, Sergi Escobar Roure i Asier Maeztu
- 2006
  -  Campió d'Espanya de puntuació
  -  Campió d'Espanya de persecució per equips, amb Sergi Escobar Roure, Joaquim Soler Iturralde i Antonio Miguel Parra
  -  Campió d'Espanya de Madison, amb Antonio Miguel Parra
- 2007
  -  Campió d'Espanya de persecució per equips, amb Sergi Escobar Roure, Albert Ramiro i Antonio Miguel Parra
- 2009
  -  Campió d'Espanya de persecució per equips, amb Sergi Escobar Roure, Carlos Herrero Nadal i Antonio Miguel Parra